# Romano Guardini

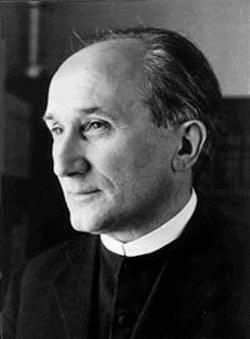
Romano Guardini, um 1920

Romano Guardini, Taufname Romano Michele Antonio Maria Guardini (* 17. Februar 1885 in Verona; † 1. Oktober 1968 in München) war ein deutsch-italienischer römisch-katholischer Priester, Jugendseelsorger, Förderer der Quickborn-Jugend,  Religionsphilosoph und Theologe.

## Leben

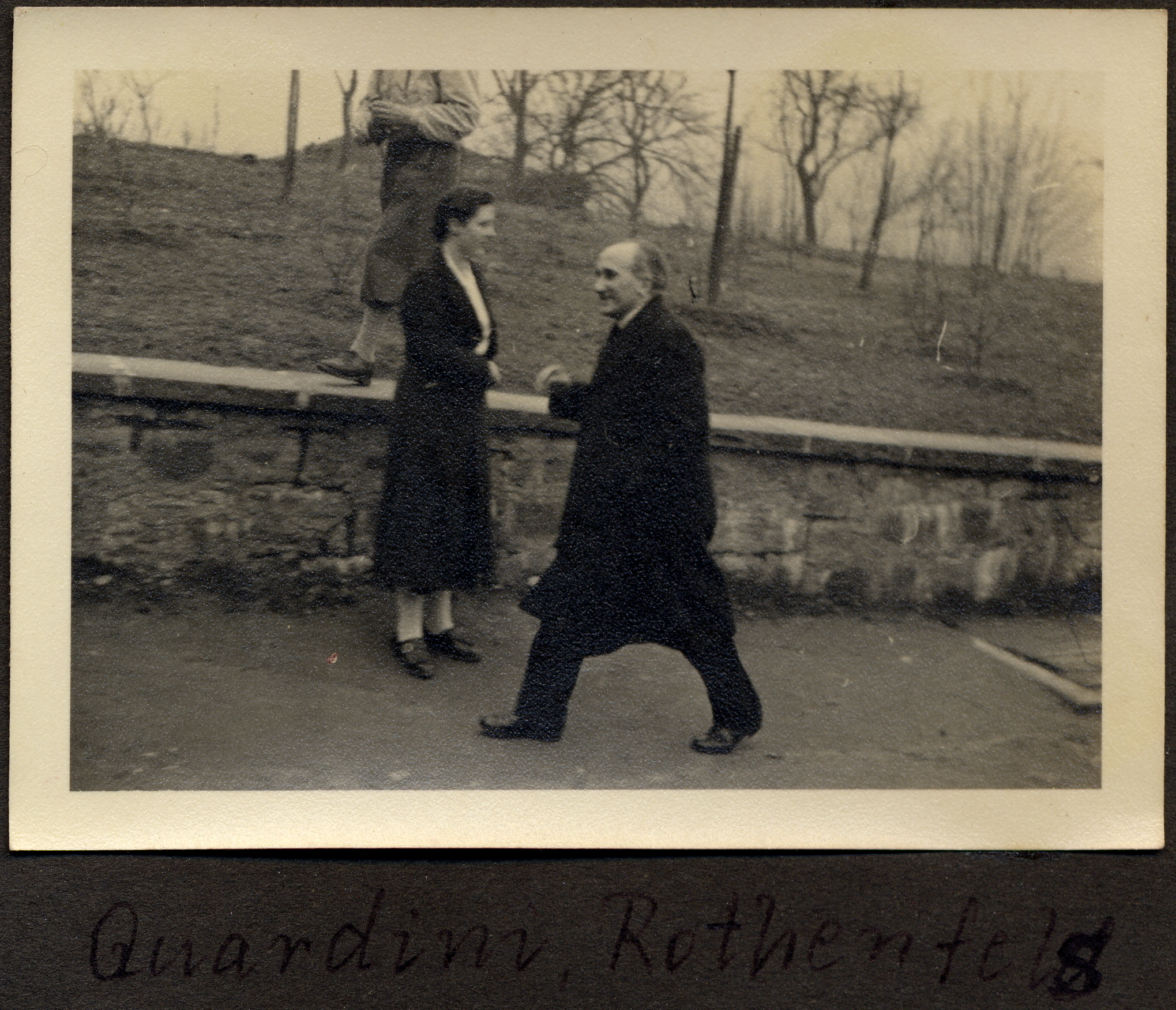
Romano Guardini auf Burg Rothenfels

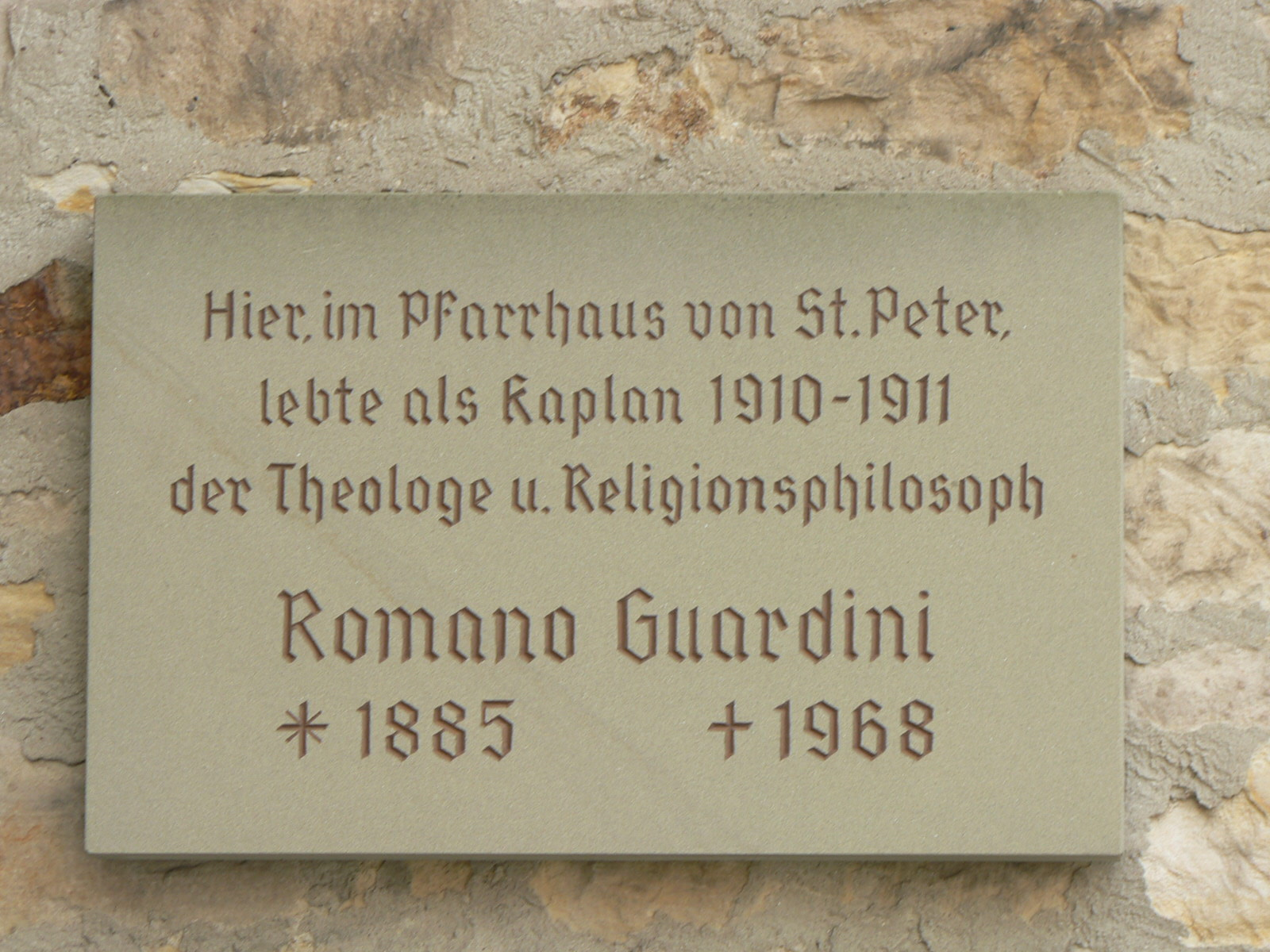
Gedenktafel an der Kirche St. Peter in Heppenheim (Bergstraße), wo Guardini nach der Priesterweihe wirkte

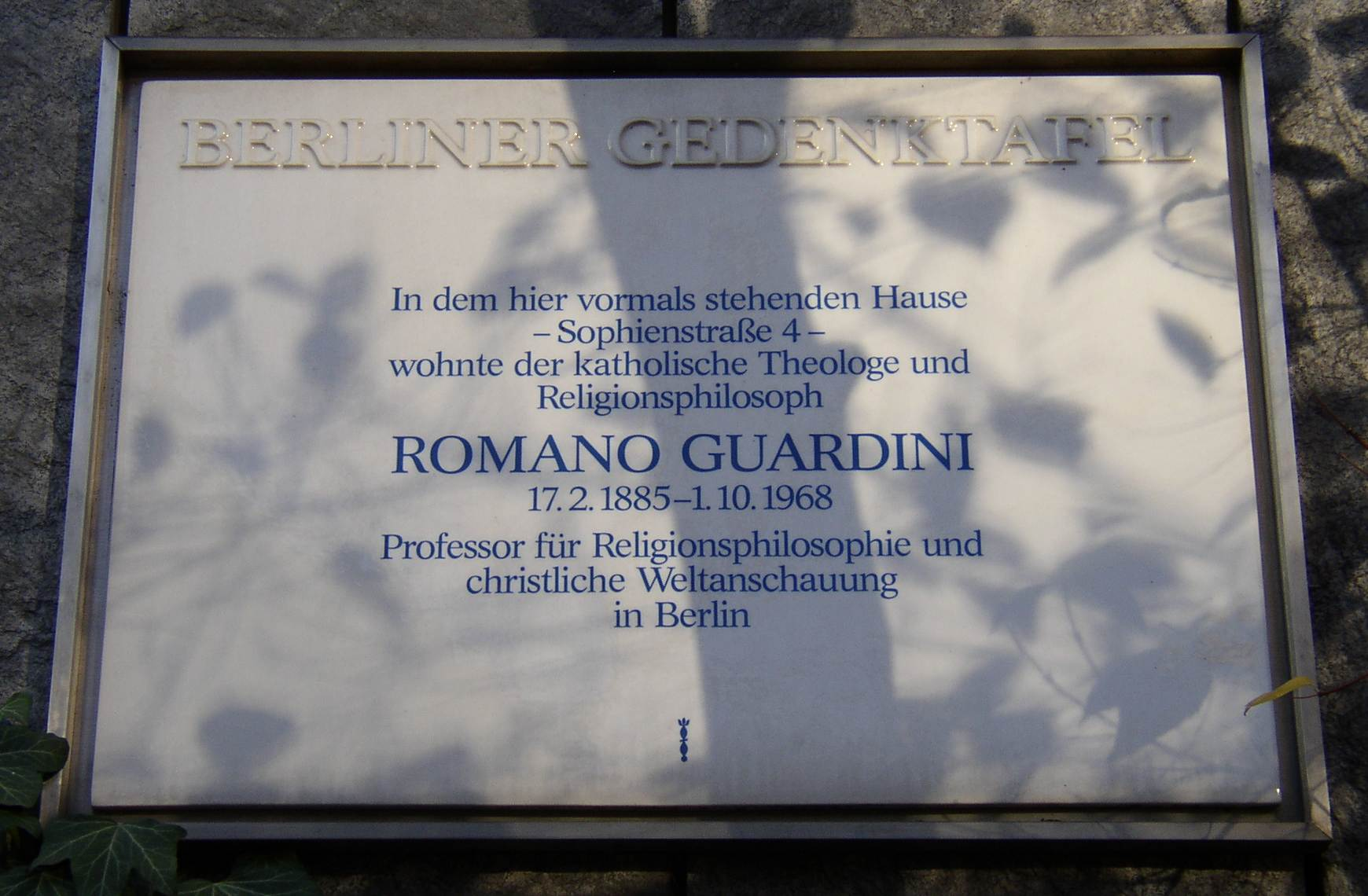
Berliner Gedenktafel in Berlin-Charlottenburg (Straße des 17. Juni 152)

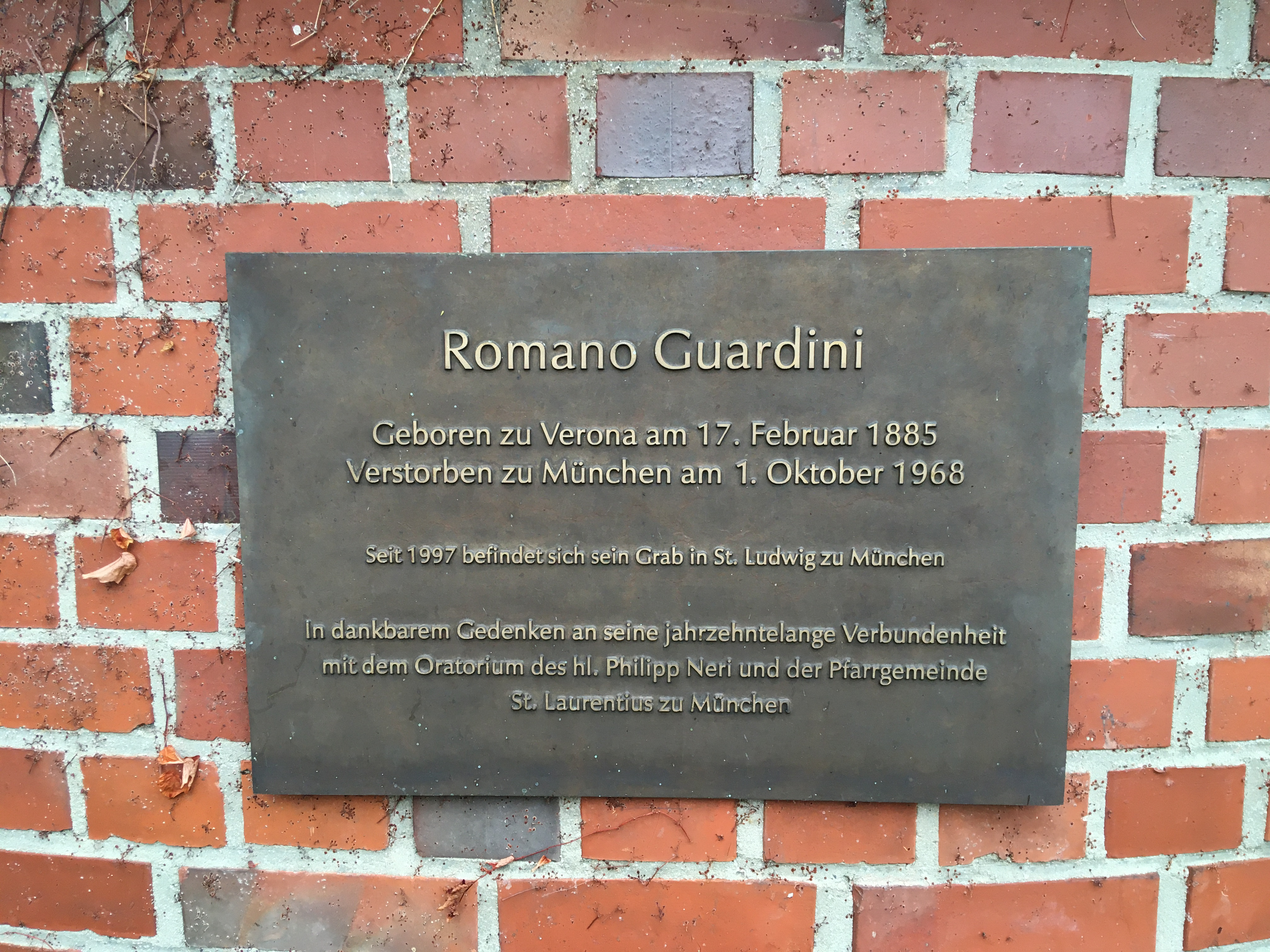
Gedenktafel für Romano Guardini auf dem Friedhof der Oratorianer an St. Laurentius München

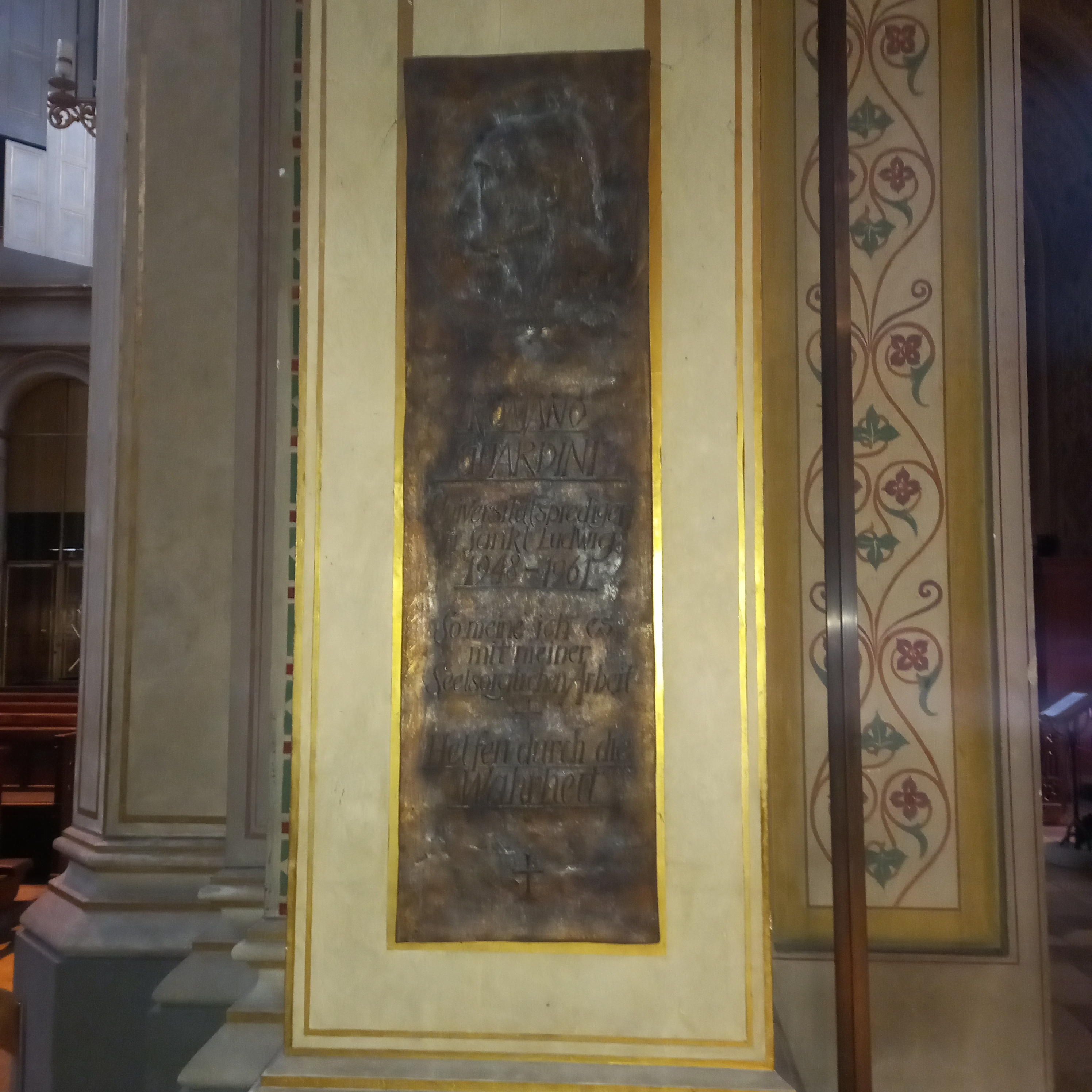
Gedenktafel für Romano Guardini in seiner Grabkirche St. Ludwig in München

Romano Guardini wurde am 17. Februar 1885 in Verona geboren. Seine Mutter Paola Maria, geborene Bernardinelli (1862–1957), stammte aus Welschtirol (heute Trentino), sein Vater Romano Tullo (1857–1919) war Geflügelgroßhändler. Das Ehepaar hatte neben dem ältesten Sohn Romano noch drei weitere Söhne: Aleardo, Mario und Ferdinando, genannt Gino. 1886 siedelte die Familie nach Mainz über, wo Romano zur Schule ging und 1903 am Humanistischen Gymnasium die Reifeprüfung ablegte. Seit der Schulzeit war er mit Karl Neundörfer bis zu dessen Tod 1926 eng befreundet. Nachdem er zwei Semester Chemie in Tübingen und drei Semester Nationalökonomie in München und Berlin studiert hatte, entschied er sich, katholischer Priester zu werden.
Gemeinsam mit Karl Neundörfer begann er schon damals eine eigene Gegensatzlehre zu entwickeln. Sein Theologiestudium absolvierte er in Freiburg im Breisgau und Tübingen. In Tübingen bildeten er und Neundörfer einen studentischen Zirkel, unter anderem mit Josef Weiger, Philipp Funk, Hermann Hefele und Joseph Eberle.
Am 28. Mai 1910 empfing Romano Guardini in Mainz durch Bischof Georg Heinrich Maria Kirstein die Priesterweihe. Er arbeitete dann kurze Zeit als Kaplan an St. Peter in Heppenheim (Bergstraße) und im Darmstädter Schwesternhaus. Um Religionsunterricht erteilen zu können, nahm er im Sommer 1911 die hessische Staatsangehörigkeit an. Weitere Kaplansstellen waren der Wormser Dom (1911) und St. Christoph in Mainz (1912). Im Herbst 1912 begann er in Freiburg im Breisgau bei Engelbert Krebs mit seiner Promotion im Fach Theologie. 1915 erhielt er den Doktorgrad für seine Arbeit Die Lehre des Heiligen Bonaventura von der Erlösung – ein Beitrag zur Geschichte und zum System der Erlösungslehre. Ab 1915 folgten Kaplanstellen in Mainz an St. Ignaz, St. Peter und St. Emmeran. Ab 1916 leistete er zwei Jahre Militärdienst als Krankenwärter.
Guardini arbeitete in der katholischen Jugendbewegung mit, ab 1916 im Mainzer „Juventus“, ab 1920 vor allem im „Quickborn“, deren geistliches Zentrum die Burg Rothenfels am Main war. Er wurde zum geistlichen Mentor der Quickborner und initiierte die katholische Zeitschrift Die Schildgenossen als Organ der katholischen Jugend-, Kultur- und Lebensbewegung. 
1922 folgte seine Habilitation für Dogmatik an der Universität Bonn, erneut mit einer Arbeit über Bonaventura. Er verbrachte einen Teil seiner Bonner Zeit im Herz-Jesu-Kloster in Bonn-Pützchen, in dem er als Hausgeistlicher tätig war. 1923 wurde Guardini formal auf einen Lehrstuhl für katholische Weltanschauung an der Universität Breslau berufen, um unmittelbar danach dauerhaft beurlaubt zu werden und fortan als „ständiger Gast“ (so die offizielle Bezeichnung im Vorlesungsverzeichnis) katholische Weltanschauung an der Friedrich-Wilhelms-Universität Berlin zu lehren.
Von 1927 bis 1933 war er Mitglied der Quickborn-Bundesleitung, von 1927 bis zur Konfiszierung durch die Nationalsozialisten im Jahr 1939 Burgleiter.
Der preußische Kultusminister Carl Heinrich Becker gehörte zu seinen Freunden. In Berlin blieb er, bis sein Lehrstuhl für christliche Weltanschauung wegen Unvereinbarkeit mit der nationalsozialistischen Weltanschauung aufgehoben wurde. Guardini ließ sich pensionieren und wirkte die nächsten Jahre als Privatgelehrter. 1943 bis 1945 zog er sich nach Mooshausen zurück, wo sein Freund Josef Weiger Pfarrer war und sich schon seit 1917 ein Freundeskreis gebildet hatte.
1945 wurde Guardini an die Philosophische Fakultät der Eberhard Karls Universität Tübingen berufen und lehrte dort wieder über Religionsphilosophie und christliche Weltanschauung. 1948 folgte er einem Ruf der Ludwig-Maximilians-Universität nach München, wo er bis zur Emeritierung 1964 erneut Christliche Weltanschauung und Religionsphilosophie lehrte. In der Universitätskirche St. Ludwig wirkte Guardini von 1949 bis 1962 als Universitätsprediger. Ab 1955 war Guardini ein Mitglied im Wissenschaftlichen Beirat der Sachbuchreihe Rowohlts deutsche Enzyklopädie. Zudem gehörte Guardini dem Kuratorium des 1961 gegründeten Bundesverband Deutsch-Israelischer Studiengruppe (BDIS) an.
1962 beendete Guardini die Münchener Vorlesungstätigkeit aus gesundheitlichen Gründen. In seinen letzten Lebensjahren war der ohnehin von Schwermut geplagte Guardini häufig krank. Dadurch konnte er auch nicht, wie vorgesehen, als Theologe in der Liturgie-Kommission des Zweiten Vatikanischen Konzils mitarbeiten. Die gelegentlich geäußerte Behauptung, Papst Paul VI. habe Guardini zum Kardinal erheben wollen, dieser habe aber altersbedingt abgelehnt, hat Manfred Lochbrunner als unbelegt zurückgewiesen.
Am 1. Oktober 1968 starb Romano Guardini in München. Er wurde auf dem Priesterfriedhof des Oratoriums des hl. Philipp Neri in München (St. Laurentius) beigesetzt. 1997 wurden Guardinis Gebeine, im Angedenken an seine Lehrtätigkeit an der Münchner Universität und seine Predigttätigkeit, in die Seitenkapelle der Münchner Stadt- und Universitätskirche St. Ludwig umgebettet. Die Zeremonie wurde durch Weihbischof Ernst Tewes geleitet. Den Nachlass verwaltet die von Guardini selbst mitbegründete Katholische Akademie in Bayern.

## Interdisziplinäre Leistung
Guardini gilt als einer der bedeutendsten Vertreter der katholischen Weltanschauung des 20. Jahrhunderts, besonders in den Bereichen der Liturgie, der Religionsphilosophie, der Pädagogik, der Ökumene und der allgemeinen Geistesgeschichte. Seine christlich-existenziellen Auslegungen kirchlicher und weltlicher Philosophen und Dichter wie Rilke, Raabe und Dostojewski wurden und werden sowohl von Katholiken wie von Protestanten geschätzt.
Die Eindringlichkeit und anschauliche Differenziertheit seiner existenziellen Darstellungen des Denkens und Lebens eines Sokrates, Platon, Augustinus, Dante Alighieri, Pascal, Kierkegaard oder Friedrich Nietzsche waren und sind überzeugende Beispiele für seine Fähigkeit, den Zusammenhang zwischen Denken und Dasein zu erkennen und diesen philosophisch und theologisch analysierend dem Leser nahezubringen. Dieser lebendige Zusammenhang verbunden mit einer dem Menschen dienenden Philosophie und Theologie bestimmen auch seine eigenen Schriften.
Sein gesamtes Werk ruht auf einer eigenständigen Gegensatzlehre, in deren Rahmen er versuchte, die Dialektik Hegels durch eine unhegelianische Dialogik zu ersetzen. Er kommt dabei stärker von Georg Simmel und Heinrich Rickert als von Max Scheler her. Anknüpfungen an die Dialogphilosophie Martin Bubers sind nachweisbar, wenn Guardini auch immer wieder die Eigenständigkeit seiner Lehre betont.

### Liturgie und Theologie
Mit seiner ersten größeren Schrift Vom Geist der Liturgie (1918) hat er Maßstäbe für die Liturgische Bewegung und Liturgische Erneuerung gesetzt und damit die Liturgiereform des Zweiten Vatikanischen Konzils wesentlich geprägt. Er stellt darin unter anderem den relativen Primat des Logos vor dem Ethos wieder her, und zwar einen Primat der Ordnung, nicht aber der Würde. Außerdem versuchte er, die Polarität zwischen Spiel und Ernst in der Liturgie wieder ins Bewusstsein zu heben. Anfangs sträubte er sich zwar noch, sich wie Johannes Pinsk an einem Volksaltar „beim Gebet und der Heiligen Handlung ins Gesicht sehen zu lassen“, hat „aber dann nachgegeben und bereut, es nicht früher getan zu haben“.
Ohne seine augustinische und platonische Seite zu verleugnen, betonte er immer wieder auch den thomistischen Gegenpol und versuchte in seiner Dissertation und in seiner Habilitationsschrift, Bonaventura, später aber auch John Henry Newman, als Denker der Spannungseinheit herauszustellen. Dies spiegelt sich auch in seinem Wahrheitsverständnis wider, das er selbst als „polyphon“ kennzeichnete.
Das Gleiche gilt für seine Vorliebe für das Mittelalter, die aber keinen restaurativen Charakter annahm. Sein 1950 veröffentlichtes Buch Das Ende der Neuzeit wurde von einigen Autoren zwar dahingehend interpretiert, doch Guardini setzte sich gegen diesen Vorwurf zur Wehr. Insgesamt gilt Guardini heute gleichermaßen als Konservativer mit Blick nach vorn und als Renovativer mit Blick zurück. Das schlug sich in seiner Architektur-Ästhetik nieder. Er war in Kontakt mit führenden Architekten der Moderne wie Rudolf Schwarz und Mies van der Rohe; von Schwarz ließ er seine Berliner Wohnung und die Kapelle auf der Burg Rothenfels entwerfen.
Im Bereich der Politischen Theologie versuchte er zunächst zwischen Carl Schmitt und den Katholischen Sozialisten Ernst Michel, Walter Dirks und Heinrich Mertens zu vermitteln, was ihm aber letztlich von beiden Seiten verübelt worden ist. Sein Selbstbildungsbrief Staat in uns erreichte einen für damalige Zeit hohen Bekanntheitsgrad, während andere Aufsätze zu politischen und gesellschaftlichen Fragestellungen in der Quickborn-Zeitschrift Die Schildgenossen weitgehend unbeachtet geblieben sind. 1946 bezeichnete sich Guardini rückblickend als „katholischer Demokrat“, wobei auch hier katholisch nicht konfessionell, sondern religionsphilosophisch zu verstehen ist, nämlich dass er bei aller notwendigen Betonung der Freiheitlichkeit und Pluralität Autorität und absolute Werte weiterhin als gegeben anerkennt.
Im Auftrag des Papstes Pius XII. übersetzte Guardini den Psalter. Unter zahlreichen anderen Übersetzungen von Einzeltexten ist die 1950 entstandene besonders textnahe Fassung des großen Dankliedes Te Deum Dich, Gott, loben wir zu nennen (Gotteslob [1975], Nr. 706 [mit Noten]; vgl. Gotteslob [2013], Nr. 679,2.5.7 [nur Text] – Verweis nach Nr. 4 und Nr. 8,8).

### Pädagogik
In der Pädagogik betonte er in Briefe über Selbstbildung (1927) an Jugendliche die Notwendigkeit der Selbstbildung und den Ausgleich von Autorität und Freiheit in einem „schöpferischen Gehorsam“ des Gewissens. Immer wieder verweist er dabei auch auf Friedrich Wilhelm Foerster als Impulsgeber, mit ihm ging es primär um Charakter- und Willensbildung und die Schulung des Gewissens. Guardini förderte den „Akademie“-Gedanken innerhalb der katholischen Jugendbewegung, eine Idee, die ihn später auch zum Mitinitiator der Katholischen Akademie in Bayern in München und der Akademie für Politische Bildung in Tutzing werden ließ. Im Mittelpunkt (Grundlegung der Bildungslehre, Die Lebensalter: Ihre ethische und pädagogische Bedeutung, 1953) steht ähnlich wie bei Jacques Maritain in christlicher Tradition der Personbegriff, des Erziehers und des Erzogenen. Er gründet in der Gottebenbildlichkeit des Menschen, die ihm Freiheit und Würde verleiht. Die Erziehung soll ihn seine Begabungen in der Welt entfalten helfen, aber auch sein Gewissen und seine Beziehung zu Gott. Als endlichem Geschöpf kommt es ihm immer auf eine Begegnung mit anderen Menschen an, um sich weiter zu entfalten. Daher bleibt die Gesellschaft insgesamt für den Menschen ein notwendiges Bezugsfeld in seiner Freiheit und Verantwortung (Freiheit, Gnade, Schicksal, 1948).
Diese starke Verinnerlichung der Erziehung und Ausrichtung auf existenzielle Extremsituationen genügten in den 1960er-Jahren nicht mehr allen im katholischen Raum, das Interesse ließ nach.
„Das erste Wirkende ist das Sein des Erziehers;

  das zweite, was er tut;
 und das dritte erst, was er redet.” (Die Lebensalter. Ihre ethische und pädagogische Bedeutung. 1953)

### Auseinandersetzung mit dem Nationalsozialismus
Während des Nationalsozialismus versuchte er, die geschützte Sphäre der Burg so lange wie möglich aufrechtzuerhalten, und musste dazu einige Kompromisse mit den Machthabern schließen, die ihn ab 1934 bespitzeln ließen. Seinen passiven Widerstand ließ er in seine Schriften Der Herr und Welt und Person einfließen, die seinen Lesern bereits damals als durchgängige Widerlegung der nationalsozialistischen Ideologie galten.
1935 hat er sich in seiner Schrift Der Heiland offen gegen die von den nationalsozialistischen Deutschen Christen propagierte Mythisierung der Person Jesu gewandt und dagegen die enge Verbundenheit von Christentum und „jüdischer Religion“ mit der Historizität Jesu begründet.
Nach dem Krieg veröffentlichte er die während seines Exils in Mooshausen entstandene theologisch-politische Besinnung Der Heilsbringer, in der er wie schon zu Beginn des „Dritten Reichs“ Hitlers Versuch, sich als Heilsbringer zu stilisieren, als totalitaristisch brandmarkte. Er bemühte sich daher in der Folgezeit insbesondere um ein „Ethos der Macht“ sowohl gegenüber anonymen „Es-Mächten“ (Medien, Bürokratie, Wirtschaft) als auch gegenüber den totalen Machtansprüchen politischer Ideologien.

### Kulturkritische Sicht auf die Neuzeit
Bereits die Briefe vom Comer See (1927) kritisieren einen technisch-destruktiven Herrschaftswillen und fordern ein verantwortliches technisches Handeln. Masse und Macht reflektierte Guardini immer wieder: Der unvollständige Mensch und die Macht (1955), Die Kultur als Werk und Gefährdung (1957), Ende der Neuzeit (1950). „Der Mensch muss das volle Maß seiner Verantwortung kennen und auf sich nehmen. Um das aber zu können, muss er wieder das richtige Verhältnis zur Wahrheit der Dinge (…) und, letztlich, zu Gott gewinnen.“

## Guardini-Lehrstühle
Es gibt derzeit zwei Professuren, die den Namen Guardini-Lehrstuhl bzw. Guardini-Professur tragen:
- den Guardini-Lehrstuhl an der Philosophischen Fakultät der Ludwig-Maximilians-Universität in München;
- die Guardini-Stiftungsprofessur an der Theologischen Fakultät der Humboldt-Universität zu Berlin.

Der Guardini-Lehrstuhl in München ist ein Lehrstuhl für christliche Weltanschauung, Religions- und Kulturtheorie. Er wurde nach Guardinis Emeritierung zunächst mit Karl Rahner (1962–1967) und später von Eugen Biser (1974–1986), Hans Maier (1988–1999) und Rémi Brague (2002–2012) besetzt. Das aktuelle Spezialgebiet des Lehrstuhls ist die Philosophie der Religionen Europas. Mit der Emeritierung Bragues wurde der Lehrstuhl nicht mehr besetzt. Im Juni 2016 wurden Pläne der Universitätsleitung und der Fakultät für Philosophie, Wissenschaftstheorie und Religionswissenschaft öffentlich, den Lehrstuhl in eine W2-Professur für einen Nachwuchswissenschaftler herabzustufen – ohne Bezug auf Guardini. Dem widersetzte sich das Bayerische Staatsministerium für Bildung und Kultus, Wissenschaft und Kunst. Nach einem mit der Universitätsleitung ausgehandelten Kompromiss soll, neben einer Juniorprofessur für Religionsphilosophie, eine Gastprofessur geschaffen werden, deren Inhaber das Erbe Guardinis fortführen und die – für zunächst fünf Jahre – zur Hälfte vom Ministerium mitfinanziert wird.
Die Guardini-Stiftungsprofessur für Religionsphilosophie und Katholische Weltanschauung in Berlin wurde 2004 eingerichtet. Die Initiative ging wesentlich von der dortigen katholischen Studentengemeinde und der Guardini-Stiftung aus. Sie fand breite Unterstützung und wurde auch von der Evangelisch-Theologischen Fakultät und den evangelischen Christen, die in den Gremien der Guardini-Stiftung mitwirken, unterstützt. Die Errichtung der Guardini-Professur und des zugehörigen Guardini-Kollegs wurde maßgeblich ermöglicht durch die Stiftung Propter Homines (Vaduz, Liechtenstein), die Fürst Franz-Josef von Liechtenstein-Stiftung (Vaduz) sowie die Zeit-Stiftung, den Stifterverband für die Deutsche Wissenschaft, das Bonifatiuswerk der deutschen Katholiken und weitere Förderer. Die Professur wurde bislang besetzt mit: Ludger Honnefelder (Sommersemester 2005 bis Sommersemester 2007), Edmund Runggaldier SJ (Wintersemester 2007/08 bis Sommersemester 2009), Jean Greisch (Wintersemester 2009/10 bis Sommersemester 2012), Ugo Perone (Wintersemester 2012/13 bis Sommersemester 2021) und Christoph Jäger (ab Sommersemester 2022, für zwei Jahre).

## Wirkung

### Schüler und Freunde
Da er aufgrund seiner Sonderstellung zwischen den Fakultäten kein Promotionsrecht hatte, hatte er keine unmittelbaren wissenschaftlichen Schüler. Sein Einfluss, vor allem über die katholische Jugendbewegung, ist aber aufgrund zahlreicher Selbstbekenntnisse offensichtlich geworden. So bestand seit Guardinis Zeit als Führer des  Quickborn ein enges Verhältnis zu den Normannsteinern und ihrem geistigen Führer Alfons Maria Lins, die auch über die Zeit des Nationalsozialismus und Nachkriegszeit trug.
Zu Romano Guardinis indirekten Schülern dürfen unter anderem zählen: Max Müller, Josef Pieper, Felix Messerschmid, Heinrich Getzeny, Rudolf Schwarz, Franz Stock, Fritz Leist, Walter Dirks, Georg und Hermann Volk, Heinrich Fries, Alfred Schüler, Johannes Spörl. Enge Beziehungen pflegte er zu den Oratorianern in Leipzig und München, allen voran Werner Becker und Heinrich Kahlefeld sowie Josef Gülden, Klemens Tilmann und die späteren Bischöfe Otto Spülbeck und Ernst Tewes. Auch in psychotherapeutischen Kreisen hatte er zahlreiche Freunde, unter anderem Viktor Emil von Gebsattel, Viktor von Weizsäcker und Paul Matussek. Aber sogar bei Hannah Arendt und Iring Fetscher finden sich beeindruckte Zeugnisse für seine wissenschaftlich-charismatische Ausstrahlung.
Aufgrund seiner vermittelnden Art und seines integrativen und interdisziplinären und die Gegensätze als Spannungseinheit begreifenden Ansatzes gehörte er zu zahlreichen Kollegen- und Freundeskreisen und wurde weit über konfessionelle und politische Grenzen hinweg geschätzt. Davon zeugen auch die beiden Festschriften zum 50. Geburtstag (1935, hrsg. durch Karlheinz Schmidthüs) und zum 80. Geburtstag (1965, hrsg. durch Helmut Kuhn, Heinrich Kahlefeld und Karl Forster).
Dennoch wurde sein Ansatz nach seinem Tod 1968 zunächst nur von seinen engsten Freunden weiter bedacht, unter anderem von Hans Urs von Balthasar. Seine Anliegen galten irrtümlich als erfüllt. Seine Beiträge zu literarischen, pädagogischen und politischen Fragen wurden als nicht mehr aktuell angesehen. Insbesondere sein liturgiepädagogisches Grundanliegen wurde seit der Liturgiereform bis Ende des 20. Jahrhunderts oftmals grundlegend missverstanden.
Über die Genannten hinaus sehen sich unter anderen Joseph Ratzinger (Papst Benedikt XVI.) und Jorge Mario Bergoglio (Papst Franziskus) von Guardinis Werk beeinflusst. Letzterer hat sich in seiner Enzyklika Laudato si’ theologisch und kulturkritisch fast ausschließlich auf Guardinis Buch Ende der Neuzeit berufen.

### Guardini-Forschung
Eine erste umfassende Bibliographie erstellte 1978 Hans Mercker. Erst zu seinem 100. Geburtstag 1985 hat nicht zuletzt aufgrund der Guardini-Biographie von Hanna-Barbara Gerl-Falkovitz und zweier durch Joseph Kardinal Ratzinger und Walter Seidel herausgegebene Sammelbände eine neue Auseinandersetzung mit Guardini eingesetzt. Zum 25. und zum 30. Todestag wurde von Hermann Josef Schuster im Auftrag der Guardini-Stiftung je ein Sammelband unter dem Titel Guardini weiterdenken herausgegeben. Einen weiteren Meilenstein in der Guardini-Forschung stellt die mehrbändige, 1998 bis 2005 erschienene Sozialbiographie über Guardinis Münchener Zeit von Berthold Gerner dar.
Zur 40. Wiederkehr seines Todestages wurden im Jahr 2008 zahlreiche Guardini-Tagungen abgehalten. Außerdem erschienen seine 1933/34 geschriebene Schrift Die religiöse Offenheit der Gegenwart und seine Briefe an Josef Weiger aus den Jahren zwischen 1908 und 1962. Zum 50. Todestag erschien weiter denken. Journal für Philosophie mit einem Schwerpunkt zu Guardinis Philosophie.

### Guardini-Preis
Die Katholische Akademie in Bayern vergibt seit 1970 den renommierten Romano-Guardini-Preis.

### Namensstiftungen
Außer der Berliner Stiftung (samt Guardini-Kolleg und Guardini-Galerie), dem Münchner Lehrstuhl, der Berliner Professur und dem Preis der Katholischen Akademie in Bayern sind nach Guardini benannt:
- der Romano-Guardini-Platz in Mainz und der Piazzale Romano Guardini in Verona, die Guardinistraßen in München (mit dem Wohnquartier „Guardinipark“) und Bonn-Holtorf, in Trient und Monza (Via Romano Guardini), der Romano-Guardini-Weg in Wangen, außerdem die Weiger-Guardini-Straße in Mooshausen;
- die Romano-Guardini-Fachoberschule für Sozialwesen (1970 bis heute) und die Romano-Guardini-Abendrealschule (1970 bis 1997) in München;[17]
- die Guardini-Grundschule und Mittelschule und die Guardini-Apotheke, alle in München in der Guardinistraße;
- die kommunale Bibliothek „Romano Guardini“ in Isola Vicentina, das Kulturzentrum „Romano Guardini“ in Bozen und die Hochschule für Religionswissenschaft „Romano Guardini“ in Tarent.

### Musik
Auf Guardinis Buch Von heiligen Zeichen geht das Oratorium Heilige Zeichen des tschechischen Komponisten Petr Eben zurück. Das Werk ist für Sopran- und Bariton-solo, gemischten Chor und Jugendchor, zwei Instrumental-Ensembles und Orgel komponiert. Die Texte sind der Bibel sowie dem Pontificale Romanum entnommen. Die Uraufführung fand am 29. Oktober 1993 im Salzburger Dom statt.
Mit Texten von Romano Guardini schuf Robert Maximilian Helmschrott eine Guardini-Kantate mit dem Titel Deutung des Daseins für Sprecher, Soli, Chor, zwei Trompeten, Streichorchester und Orgel. Es ist ein Auftragswerk der Katholischen Akademie in Bayern aus dem Jahr 2007, das vom Georgischen Kammerorchester Ingolstadt unter Kurt Suttner aufgeführt und aufgenommen wurde.

## Seligsprechungsverfahren
Nach längeren Vorbereitungen gab Hanna-Barbara Gerl-Falkovitz am 1. Oktober 2013, dem 45. Todestag Guardinis, in der Zeitung Die Tagespost bekannt, dass mehrere Freundeskreise in Italien und Deutschland für die Seligsprechung Guardinis eintreten und beten würden. Nachdem Papst Benedikt XVI. und der Münchener Erzbischof Reinhard Kardinal Marx dem Ansinnen bereits grundsätzlich zugestimmt hatten, wurde ein vom Erzbistum München und Freising approbiertes Gebet um die Seligsprechung in fünf Sprachen veröffentlicht. Im Juli 2016 wurde bekannt, dass im Erzbistum München und Freising ein Seligsprechungsverfahren für Guardini vorbereitet wird.
Am 16. Dezember 2017 wurde das Verfahren zusammen mit dem Seligsprechungsverfahren für den Widerstandskämpfer Fritz Gerlich im Rahmen eines Pontifikalamts von Reinhard Kardinal Marx offiziell eröffnet. Als Postulator für das Erzbistum München und Freising ist für beide Verfahren der Münchener Pastoralreferent Johannes Modesto verantwortlich.

## Auszeichnungen
- 1952: Friedenspreis des Deutschen Buchhandels[22]
- 1952: Ernennung zum Päpstlichen Hausprälaten
- 1954: Verleihung der Ehrendoktorwürde der Philosophischen Fakultät der Universität Freiburg im Breisgau
- 1955: Goldene Ehrenmünze der Landeshauptstadt München
- 1956: Ehrenbürger von Verona
- 1958: Bayerischer Verdienstorden
- 1958: Pour le mérite für Wissenschaft und Künste
- 1959: Großes Verdienstkreuz des Verdienstordens der Bundesrepublik Deutschland
- 1962: Verleihung des Erasmuspreises in Brüssel
- 1963: San Zeno Preis der Stadt Verona
- 1963: Ehrenbürger von Isola Vicentina
- 1965: Großes Verdienstkreuz des Verdienstordens der Bundesrepublik Deutschland mit Stern
- 1965: Verleihung der Ehrendoktorwürde der Universität Padua
- 1965: Ehrung durch die Stadt München mit der Medaille München leuchtet in Gold

## Veröffentlichungen (Auswahl)

### Publikationen in Buchform
- Vom Geist der Liturgie. (1918) ISBN 978-3-7867-2684-5.
- Die Lehre des heiligen Bonaventura über die Erlösung. (1921)
- Briefe über Selbstbildung. (1921–1922) ISBN 978-3-7867-8399-2.
- Von heiligen Zeichen. (Würzburg 1922) ISBN 978-3-8367-0365-9.
- Vom Sinn der Kirche. (1922) ISBN 978-3-7867-1500-9.
- Der Gegensatz. Versuche zu einer Philosophie des Lebendig-Konkreten. (1925), 3. Aufl. 1985, ISBN 3-7867-1201-8.
- Briefe vom Comer See. (1927); später als Die Technik und der Mensch. Briefe vom Comer See. Mit einem Vorwort von Walter Dirks (= Topos Taschenbücher Bd. 108). Matthias-Grünewald-Verlag, Mainz 1981, ISBN 3-7867-0909-2.
- Der Ausgangspunkt der Denkbewegung Søren Kierkegaards. (1927) ISBN 3-7867-1073-2.
- Vom Sinn der Schwermut. (1928) ISBN 978-3-7867-1375-3.
- Das Gute, das Gewissen und die Sammlung. (1929) ISBN 978-3-7867-0809-4.
- Der Mensch und der Glaube. Versuch über die religiöse Existenz in Dostojewskis großen Romanen. (1933)
- Unterscheidung des Christlichen. Gesammelte Studien. (Mainz 1935)
- Die Bekehrung des Aurelius Augustinus. (1935)
- Christliches Bewusstsein, Versuche über Pascal. (1935)
- Vom Leben des Glaubens. (1935) ISBN 978-3-8367-0684-1
- Dante-Studien. 1. Band: Der Engel in Dantes Göttlicher Komödie. (1937)
- Der Herr. Betrachtungen über die Person und das Leben Jesu Christi. (1937) ISBN 978-3-7867-2661-6
- Welt und Person. Versuche zur christlichen Lehre vom Menschen. (1939)
- Besinnung vor der Feier der Heiligen Messe. (1939)
- Hölderlin. Weltbild und Frömmigkeit. (1939)
- Die letzten Dinge. (1940)
- Zu Rainer Maria Rilkes Deutung des Daseins. (1941)
- Der Tod des Sokrates. (1943) ISBN 978-3-8367-0430-4.
  - Der Tod des Sokrates. Eine Interpretation der platonischen Schriften Euthyphron, Apologie, Kriton und Phaidon (= Rowohlts deutsche Enzyklopädie. Bd. 27.) (1956)
- Vorschule des Betens. (1943) ISBN 978-3-7867-2911-2.
- Die Waage des Daseins. Rede zum Gedächtnis von Sophie Scholl und Hans Scholl, Christoph Probst, Alexander Schmorell, Willi Graf und Kurt Huber. Rainer Wunderlich Verlag, Tübingen / Stuttgart 1946.
- Freiheit, Gnade, Schicksal. (1948)
- Das Ende der Neuzeit. Ein Versuch zur Orientierung. 7. Auflage. Basel/Würzburg 1950.
- Lebendiger Geist. (1950)
- Lob des Buches. (1951)
- Die Macht. (1951)
- Verantwortung. Gedanken zur jüdischen Frage. (München 1952)
- Das Bild von Jesus dem Christus im Neuen Testament (Würzburg 1953)
- Weihnachten und Neues Jahr. Gedanken zur Klärung. (Würzburg / München 1954)
- Dante-Studien. 2. Band: Landschaft der Ewigkeit. (München 1958)
- Religion und Offenbarung (1958)
- Unterscheidung des Christlichen. Ges. Studien 1923–1963.
- Die Lebensalter. Ihre ethische und pädagogische Bedeutung. Würzburg 1953, bzw. Topos Plus. 9. Aufl. 1967 bzw. 2012 – 14. Aufl. ISBN 978-3-8367-0400-7
- Tugenden. Meditationen über Gestalten sittlichen Lebens. (1963). 4. Aufl. Mainz / Paderborn 1992, ISBN 3-7867-1309-X und ISBN 3-506-74524-7.
- Stationen und Rückblicke. (1965)
- Sorge um den Menschen. 2 Bände (1962–1966)
- Liturgie und liturgische Bildung. (1966)

### Beiträge in Sammelwerken
- Der Heilbringer in Mythos, Offenbarung und Politik. Eine theologisch-politische Besinnung. DVA, Stuttgart 1946, Reihe: Der Deutschenspiegel. Schriften zur Erkenntnis und Erneuerung. Bd. 7. Wieder in: Unterscheidung des Christlichen, Ausg. Mainz 1963, S. 411–456; Neuaufl. Matthias Grünewald, Ostfildern 1979 Reihe: Topos.-TB 84[23]

### Publikationen aus dem Nachlass
- Lesebuch der Lebensweisheit: Täglich ein Text. Matthias Grünewald, Ostfildern 2006, ISBN 978-3-7867-2613-5.
- Die Existenz des Christen. Herausgegeben aus dem Nachlaß, Ferdinand Schöningh, München / Paderborn / Wien 1977, ISBN 978-3-506-73451-8.
- Berichte über mein Leben. Autobiographische Aufzeichnungen. Aus dem Nachlaß herausgegeben von Franz Henrich. Patmos, 1985, ISBN 978-3-491-77625-8.
- Angefochtene Zuversicht. Romano Guardini Lesebuch. Ausgewählt von Ingeborg Klimmer. Matthias-Grünewald-Verlag, Mainz 1985, ISBN 3-7867-1148-8.
- Ethik. Vorlesungen an der Universität München. Hg. Hans Mercker. 2 Bände. Matthias Grünewald, Ostfildern 1993, ISBN 3-7867-1721-4.
- Die religiöse Offenheit der Gegenwart. Hg. von Stefan Waanders. ebd. 2008, ISBN 978-3-7867-2733-0.
- „Ich fühle, daß Großes im Kommen ist.“ Romano Guardinis Briefe an Josef Weiger 1908–1962. Herausgegeben von Hanna-Barbara Gerl-Falkovitz. ebd. 2008, ISBN 978-3-7867-2732-3.
- „Gib Raum den Dingen.“ Romano Guardini-Lesebuch. Hg. Hanna-Barbara Gerl-Falkovitz. ebd. 2008, ISBN 978-3-7867-2731-6.
- Dantes Göttliche Komödie. Ihre philosophischen und religiösen Grundgedanken (Vorlesungen). Aus dem Nachlaß hrsg. von Hans Mercker unter Mitarbeit von Martin Marschall. Grünewald / Schöningh, Mainz / Paderborn 1998, ISBN 3-7867-2129-7 / ISBN 3-506-74559-X.
- Gläubiges Dasein (1951) / Die Annahme seiner selbst (1960). Reihe Romano Guardini Werke. Band G 22. 1993, ISBN 3-7867-1693-5.
- Theologische Briefe an einen Freund: Einsichten an der Grenze des Lebens. Grünewald / Schöningh, 2. Aufl. 2017, ISBN 3-7867-4024-0.
- Das Romano Guardini Gottesdienstbuch. Impulse und Lesetexte. Hg. Fabian Brand. Herder, Freiburg i. Br. 2018, ISBN 978-3-451-37613-9.

### Hilfsmittel zum Werk Guardinis
- Bibliographie Romano Guardini (1885–1968). Guardinis Werke, Veröffentlichungen über Guardini, Rezensionen. Erarbeitet von Hans Mercker. F. Schöningh, Paderborn 1978, ISBN 978-3-506-73460-0.
- Hans Mercker / Wolfgang Mercker: Romano Guardini Werkskonkordanz